# Irene Grandi (1998)
Irene Grandi è un album della cantante italiana Irene Grandi, pubblicato nel mese di maggio del 1998 nel mercato spagnolo.

## Descrizione
Questo lavoro discografico, pubblicato per il mercato spagnolo, è una raccolta dei brani più significativi di Irene Grandi tradotti in Spagnolo.
Alla realizzazione di questo disco ha partecipato anche Laura Pausini, per facilitare la traduzione dei testi da Italiano a spagnolo.
Al contrario della versione tedesca dell'album "Irene Grandi", questo disco pur avendo lo stesso titolo dell'album di debutto della cantante è un lavoro totalmente a sé stante.

## Tracce
1. Qué vida es
2. Bum bum (versione spagnola)
3. Ven ven ven
4. Un tema maldito
5. Primitiva
6. Dulcísimo amante
7. Fuera
8. Es posible que tú y yo
9. T.Q.M.
10. Cosas de grandes